# AB'S
AB'S （エイビーズ）は、日本のロックバンド。

## 概要
1982年、SHŌGUNの芳野藤丸（G,VO）、スタジオ・ワークとソロ活動中心の松下誠（VO,G）、元PARACHUTEの安藤芳彦（Key）、元スペクトラムのリズム隊、渡辺直樹（B）、岡本郭男（Dr）により結成された。芳野が「よろしく哀愁」「いちご白書をもう一度」「恋の暴走」「Bad City」などでギター演奏をしていたことをはじめ、全員が豊富な音楽キャリアを持っていた。ツインギターのバトルやノリの良いリズム隊と、コーラスワークが特徴。芳野の本格的な英語歌詞のボーカルに、渡辺のファルセットボイスが交じり合っていた。2005年から、キーボードが安藤から山田秀俊に交代。2019年からベースが渡辺から目黒郁也に、キーボードが山田から竹越かずゆきに交代。2019年11月4日（名古屋）、5日（神戸）、6日（舞鶴）のツアーではベースに遠山陽介を迎えることが発表されている。

## 略歴
芳野藤丸は1970年代に西城秀樹、郷ひろみ、バンバンなどの曲でギターを演奏。またSHŌGUNとしてドラマ「探偵物語」のテーマ「Bad City」を演奏。1982年、芳野の1st・ソロ・アルバム「YOSHINO FUJIMAL」レコーディング参加メンバーで集まって結成。芳野、松下、渡辺がAB型、安藤、岡本がA型だったこと、アルファベット順に表記した際上位に来ること等から、バンド名をAB'Sと決定後このメンバーを中心に、桑名晴子「MOONLIGHT ISLAND」のレコーディング・サポートしている。1982年12月にシングル「GIRL」を発表、1983年1月に1stアルバム「AB'S」をリリース。1984年にロンドンでレコーディングした2ndアルバム「AB'S-2」をリリース。このロンドン・レコーディングがきっかけとなり、1stアルバム収録「DEJA VU」がイギリスで12インチ・シングルとして発売、UKアルバムチャート100位以内にランクイン。その後、松下誠が脱退。1985年、同じくロンドン録音した3rdアルバム「AB'S-3」をリリースしたが、間もなく活動休止となる。1988年、芳野が新たに、長谷部徹、松原秀樹、小島良喜を迎えて「AB'S-4」を発表。しかし、これを最後にしばらくAB'Sは活動が途絶える。2003年、突如オリジナル・メンバーにて活動を再開。2004年、サイトとライブ会場のみでミニアルバム「A5B3S」をリリース。2005年、安藤に代わり、山田秀俊がキーボーディストとして加入。Crossover Japan '05での二人の競演を最後に、安藤は作詞家としてのみAB'Sに協力する形となった。その後、全メンバーがスタジオやライブ・サポート、プロデュースなどの仕事を抱えながら合間を縫って2枚のフル・アルバムを2005年に「NEW」、2007年に「BLUE」をリリース。ライブハウス・ツアーも敢行。2枚のアルバムはタワーレコードの企画・販売でボーナス・トラックを加え、デジタルリマスター、HQCD仕様で再発された。2013年、MOON RECORDS時代のアルバム4枚（「AB'S」,「AB'S-2」,「AB'S-3」,「AB'S-4」）が金澤寿和監修・解説のもとSHM-CD化、紙ジャケット仕様で限定販売。ライナーノーツには金澤による芳野と松下へのインタビューを挿入。2019年2月3日、オリジナルメンバーである芳野、松下、岡本に加え、目黒郁也（B）竹越かずゆき（Key）を加えた新編成で復活ライブを開催。2020年3月12日、芳野、松下、岡本、竹越、遠山陽介の5名による新アルバムのレコーディングの進行過程がFacebookで公開。同年に「AB'S-7」を発表。

## エピソード
芳野藤丸ソロアルバム（2013年再発）ライナーノーツで紹介されているインタビューによると、新田一郎がスペクトラム結成にあたりメンバーを探していた際、渡辺直樹と岡本郭男を紹介したのが芳野藤丸であったと述べている。同インタビューで芳野は、松下誠の1stアルバム「First Light」収録楽曲「 Love Was Really Gone」のような音楽をやりたいとディレクター小杉理宇造に言い小杉に勧められたことがきっかけで、ソロ・アルバムを制作することになったとしている。NEWのライブツアー会場で配布されたフライヤーには、8曲目の「Can You Keep It Up?!」はレコーディングの際、クリックがあるとノリきれないという岡本の希望でクリックなしでレコーディングしたが、冒頭の岡本のカウントが通常より相当長いのでイントロが始まる直前は全員でずっこけた、とある。2019年2月のライブ以降、オフィシャル・ウェブサイト等で「AB'S THE 3RD」という表記が使われることがある。これはオリジナルメンバーがほぼ揃っていた「AB’S（1stアルバム）」～「AB'S-3」を第一期、「New」～「Blue」を第二期と捉えていると推測される。

## ディスコグラフィー

### シングル

#### 7インチシングル
1. Girl
  1. （A面）Girl（作詞：安藤芳彦　作曲：芳野藤丸）
  2. （B面）Django （作詞：安藤芳彦　作曲：松下誠）※TBSラジオ番組『サウンド・ストームDjango』テーマソング
2. Japanese Punkish Girl
  1. （A面）Japanese Punkish Girl（作詞：安藤芳彦　作曲：松下誠）
  2. （B面）One Night in Moscow（作詞：安藤芳彦　作曲：渡辺直樹）
3. Cry Baby Blues
  1. （A面）Cry Baby Blues（作詞：安藤芳彦　作曲：芳野藤丸）
  2. （B面）C.I.A.（作詞：Gregory Starr　作曲：芳野藤丸）※フジカセット GT-1 CMソング

#### 12インチシングル
1. Deja Vu ※海外発売のみ （A.B.'s名義）[3]
  1. （A面）Deja Vu（作詞：安藤芳彦　作曲：渡辺直樹）
  2. （B面）Asian Moon（作詞:Jeff Keeling　作曲：渡辺直樹）
2. C.I.A. 
  1. （A面）C.I.A.[Extended Dub Mix]
  2. （B面）C.I.A. [Extended Club Mix]

#### マキシシングル
1. Single （2005年） 
  1. I My Me（作詞：安藤芳彦　作曲：渡辺直樹）
  2. Dead or Alive （作詞：安藤芳彦　作曲：芳野藤丸）※OVA『ゴルゴ13〜QUEEN BEE〜』主題歌「Turquoise Blue」リアレンジバージョン（歌詞は異なる）
  3. Light the Night（作詞・作曲：松下誠）

### オリジナル・アルバム
1. AB'S（1983年1月21日）※全作詞：安藤芳彦（特記以外） 
  1. Deja Vu（作曲：渡辺直樹）
  2. Dee-Dee-Phone（作曲：松下誠）
  3. Django（作曲：松下誠）
  4. Fill the Sail（作曲：芳野藤丸）
  5. Asian Moon（作詞：Jeff Keeling　作曲：渡辺直樹）
  6. In the City Night（作曲：岡本郭男）
  7. Girl（作曲：芳野藤丸）
  8. Just You（作詞：Jeff Keeling　作曲：松下誠）
  9. Girl (Single Version)（作曲：芳野藤丸）[bonus tracks]　※2013年発売SHM-CD盤のみ
  10. Django (Single Version)（作曲：松下誠）[bonus tracks]　※2013年発売SHM-CD盤のみ
2. AB'S-2（1984年1月25日）※全作詞：安藤芳彦 
  1. Destination（作曲：芳野藤丸）
  2. Japanese Punkish Girl （作曲：松下誠）
  3. Morning Dew（作曲：渡辺直樹）
  4. Just a Rainy Blues（作曲：芳野藤丸）
  5. Flight 007（作曲：岡本郭男）
  6. One Night in Moscow（作曲：渡辺直樹）
  7. Correspondence（作曲：松下誠）
  8. Do You Remember Me?（作曲：芳野藤丸） ※フジカセット GT-1 CMソング
3. AB'S-3（1985年2月25日）※全作詞：安藤芳彦（特記以外）
  1. By the End of the Century（作曲：芳野藤丸）
  2. Heavy Mental Rock（作曲：芳野藤丸）
  3. Far East Express（作曲：渡辺直樹）
  4. Ethnic Cosmic（作曲：岡本郭男）
  5. Cry Baby Blues（作曲：芳野藤丸）
  6. C.I.A.（作詞：Gregory Starr　作曲：芳野藤丸）
  7. Borderline（作詞：Gregory Starr　作曲:渡辺直樹）
  8. Sequence Life（作詞：Jeff Keeling　作曲:渡辺直樹）
  9. Cry Baby Blues (Single Version)（作曲：芳野藤丸） [bonus tracks] ※2013年発売SHM-CD盤のみ
  10. C.I.A.(Extended Dub Mix)（作詞：Gregory Starr　作曲：芳野藤丸）[bonus tracks]※2001年発売CD・2013年発売SHM-CD盤のみ
  11. C.I.A.(Extended Club Mix)（作詞：Gregory Starr　作曲：芳野藤丸）[bonus tracks]※2001年発売CD・2013年発売SHM-CD盤のみ
4. AB'S-4 （1988年9月10日）
  1. Let Me Go ～（作詞：Allan Denis Rich & Dorothy Sea Gazeley　作曲：芳野藤丸）
  2. We Just Missed Each Other（作詞：Michael Himelstein　作曲：松原秀樹）
  3. All You Ever Know（作詞：Michael Himelstein　作曲：小島良喜）
  4. Can't Get Enough of You（作詞：Kevin Gorman　作曲：長谷部徹）
  5. Across the Park（作詞：Craig Fleishman　作曲：松原秀樹）
  6. You Just Gotta Forget about Time（作詞：Brian Yamakoshi 作曲：小島良喜）
  7. Things Being What They Are（作詞：Michael Himelstein　作曲：芳野藤丸）
  8. Give Back My Heart（作詞：Michael Himelstein　作曲：長谷部徹）
  9. Take A Chance On Me（作詞：Allan Denis Rich & Dorothy Sea Gazeley　作曲：芳野藤丸）
  10. I'm Falling（作詞：Susanne M. Edgren & Barbara Hain　作曲：小島良喜）
  11. ～Let Me Go(Instrumental)（作曲：芳野藤丸）
5. New （2005年11月22日） 
  1. Music Crusade（作詞：松下誠　作曲：岡本郭男）
  2. The Planet in our Hands（作詞：松下誠　作曲：山田秀俊）
  3. Day After Tomorrow（作詞：安藤芳彦　作曲：渡辺直樹）
  4. She's Like Falling Rain（作詞：安藤芳彦　作曲：芳野藤丸）
  5. Tonight（作詞：松下誠　作曲：山田秀俊）
  6. Round About Midnight（作詞：安藤芳彦　作曲：芳野藤丸）
  7. Walking in the Rain（作詞・作曲：松下誠）
  8. Can You Keep It Up!?（作詞：安藤芳彦　作曲：岡本郭男）
  9. Always（作詞・作曲：松下誠）
  10. Dream on Dreamer（作詞：安藤芳彦　作曲：渡辺直樹）
6. Blue （2007年3月4日）
  1. Ooh Baby　（作詞：Kane Tominaga　作曲：芳野藤丸）
  2. Night View　（作詞：松下誠　作曲：岡本郭男）
  3. Until the End of Time　（作詞：Kane Tominaga　作曲：山田秀俊）
  4. 君がいる奇跡　（作詞：上新功祐　作曲：渡辺直樹）
  5. Only One　（作詞：Kane Tominaga　作曲：芳野藤丸）
  6. Summer Wave　（作詞・作曲：松下誠）
  7. Un-til the Break of Dawn　（作詞：Kane Tominaga　作曲：山田秀俊）
  8. Rhythm of Universe　（作詞・作曲：渡辺直樹）
  9. Back to Paradise　（作詞：安藤芳彦　作曲：岡本郭男）
  10. Into the Light　（作詞・作曲：松下誠）
7. AB'S-7 （2020年9月4日）
  1. ナザレの夕陽（作詞：井上鑑　作曲・編曲：芳野藤丸）
  2. Shining Sea（作詞・作曲・編曲：松下誠）
  3. Island（作詞：竹越かずゆき、James Winston　作曲・編曲：竹越かずゆき）
  4. Fill The Sail 2020（作詞：安藤芳彦　作曲・編曲：芳野藤丸）
  5. DIVE（作詞：安藤芳彦　作曲：岡本郭男　編曲：芳野藤丸）
  6. (That Is What They Call) Paradise（作詞：Ken　作曲・編曲：芳野藤丸）
  7. Dee-Dee-Phone 2020（作詞：安藤芳彦　作曲・編曲：松下誠）
  8. Black Velvet（作詞・作曲・編曲：竹越かずゆき）
  9. Stay In The Night（作詞：安藤芳彦　作曲・編曲：芳野藤丸）
  10. 夏の物語（作詞・作曲・編曲：松下誠）

### ミニ・アルバム
1. A5B3S（2004年3月5日）※公式サイトおよびライブ会場販売の限定盤ミニアルバム
  1. Last Horizon　（作詞：安藤芳彦　作曲：岡本郭男）
  2. The Shadow of the Night　（作詞：安藤芳彦　作曲：芳野藤丸）
  3. End of May　（作詞・作曲：松下誠）
  4. Catalog Life　（作詞・作曲：安藤芳彦）
  5. Long Goodbye　（作詞：安藤芳彦　作曲：渡辺直樹）

### ベスト・アルバム
1. AB'S Best Collection ～Moon Years～（2002年2月27日）
  1. Girl
  2. Cry Baby Blues
  3. Fill the Sail
  4. Deja Vu
  5. Do You Remember Me?
  6. By the End of Century
  7. Destination
  8. Correspondence
  9. In the City Night
  10. C.I.A.
  11. Take a Chance on Me
  12. Things Being What They Are

### コンピレーション・アルバム（日本国内）
1. Light Mellow-City Breeze from East-WARNER Edition（2001年6月20日）
  1. 風になれるなら 伊藤銀次
  2. Be With You 村田和人
  3. Pacific 芳野藤丸
  4. S-O-O-N 岡崎友紀
  5. One Hot Love 松下誠
  6. Fill the Sail AB'S
  7. Tropical Fish 濱田金吾
  8. Photograph～思い出のフォトグラフ～ PIPER
  9. 割れた夏 黒住憲五
  10. Catarina Island　岡崎友紀
  11. Straight Ballet　PIPER
  12. So Long, Mrs. 　村田和人
  13. Who Are You? 　芳野藤丸
  14. Gatsby Woman 　濱田金吾
  15. Cry Baby Blues　AB'S
  16. Sunset [松下誠]
2. Crossover Japan '05 （2005）Disc 1（Disc 2は省略）
  1. 時空　Rin'
  2. Believin'　NANIWA EXP
  3. One Damn Groove NANIWA EXP
  4. Correspondence AB'S
  5. Dead or Alive AB'S
  6. ANIMAL MARKET NATIVE SON
  7. SUPER SAFARI NATIVE SON
  8. Tracing 　Non Chords
  9. tide Non Chords

### コンピレーション・アルバム （海外）
1. Street Sounds Edition 9 (1984) (Label: Street Sounds) 
  1. (A-1) Someday The Gap Band
  2. (A-2) Don't Make Me Wait Carl Anderson
  3. (A-3) Night Stalkers Ingram
  4. (A-4) Steppin' Out George Howard
  5. (A-5) Deja Vu A.B.'s
  6. (B-1) Heaven Sent You Stanley Clarke
  7. (B-2) Love Me Like This Reel To Reel
  8. (B-3) Keep It Comin' The Jones Girls
  9. (B-4) This Time Funk Deluxe
2. Classic Jazz-Funk 6: The Definitive Jap-Jazz Mastercuts (1996) (Label: Mastercuts) 
  1. Friends And Strangers Dave Grusin
  2. Deja Vu [A.B.'s]
  3. Mi Mi Africa Nobuo Yagi
  4. Nice Shot Sadao Watanabe
  5. Trinkets And Things Ryo Kawasaki
  6. Send Me Your Feelings Terumasa Hino
  7. Antes De Mais Nada Pacific Jam
  8. Hunt Up Wind Hiroshi Fukamura & Sadao Watanabe
  9. The Music Inside You Kazu Matsui Project
  10. Lament  Toshiyuki Honda
  11. Rio Funk Lee Ritenour
  12. Cadillac Kid Katsuhiro Morizono

### DVD
1. Crossover Japan '05  (Live: Omnibus)　Disc 1 (2005)
  1. Will [Rin']
  2. Believin'　NANIWA EXP
  3. Oriental Makin' Love [NANIWA EXP]
  4. One Damn Groove [NANIWA EXP]
  5. Correspondence [AB'S]
  6. Dead or Alive [AB'S]
  7. Light the Night [AB'S]
  8. SAVANNA HOT LINE [NATIVE SON]
  9. COOL EYES [NATIVE SON]
  10. ANIMAL MARKET [NATIVE SON]
  11. Tracing [Non Chords]
  12. 禁じられた遊び [Non Chords]
  13. BOB KILLING TIME
  14. Invitations　シャカタク
  15. Night Birds [シャカタク]
  16. Billie's Bounce [竹田和夫 CREATION2005]
  17. A Night In Tunisia [竹田和夫 CREATION2005]
  18. 暗闇のレオ [竹田和夫 CREATION2005]
  19. Lester Leaps In [竹田和夫 CREATION2005]
  20. ロンリー・ハート [竹田和夫 CREATION2005]
  21. Spinning Toe Hold [竹田和夫 CREATION2005]
2. AB'S M.V.C.--Music Video Clips--（2007年）※公式サイトおよびライブ会場のみで販売された200枚限定盤）
  1. I My Me　作詞：安藤芳彦　作曲：渡辺直樹
  2. Dead or Alive　作詞：安藤芳彦　作曲：芳野藤丸
  3. Light the Night　作詞・作曲：松下誠
  4. Music Crusade　作詞： 松下誠　作曲:岡本郭男
  5. Summer Wave　作詞・作曲：松下誠
  6. Night View　作詞：松下誠　作曲：岡本郭男